# Czarnolas (powiat zwoleński)
Czarnolas – wieś w Polsce położona w województwie mazowieckim, w powiecie zwoleńskim, w gminie Policzna na Równinie Radomskiej. 
Wieś wchodzi w skład sołectwa Czarnolas – Czarnolas-Kolonia.
Wierni kościoła rzymskokatolickiego należą do parafii Niepokalanego Poczęcia NMP w Wygodzie. Znana jako rezydencja XVI-wiecznego poety Jana Kochanowskiego. Obecnie we wsi znajduje się Muzeum Jana Kochanowskiego.
| SIMC    | Nazwa             | Rodzaj    |
| ------- | ----------------- | --------- |
| 0631835 | Czarnolas-Kolonia | część wsi |
| 0631841 | Stara Wieś        | część wsi |

Prywatna wieś szlachecka, położona była w drugiej połowie XVI wieku w powiecie radomskim województwa sandomierskiego.
W latach 1954–1972 wieś należała i była siedzibą władz gromady Czarnolas. W latach 1975–1998 miejscowość administracyjnie należała do województwa radomskiego.

## Historia

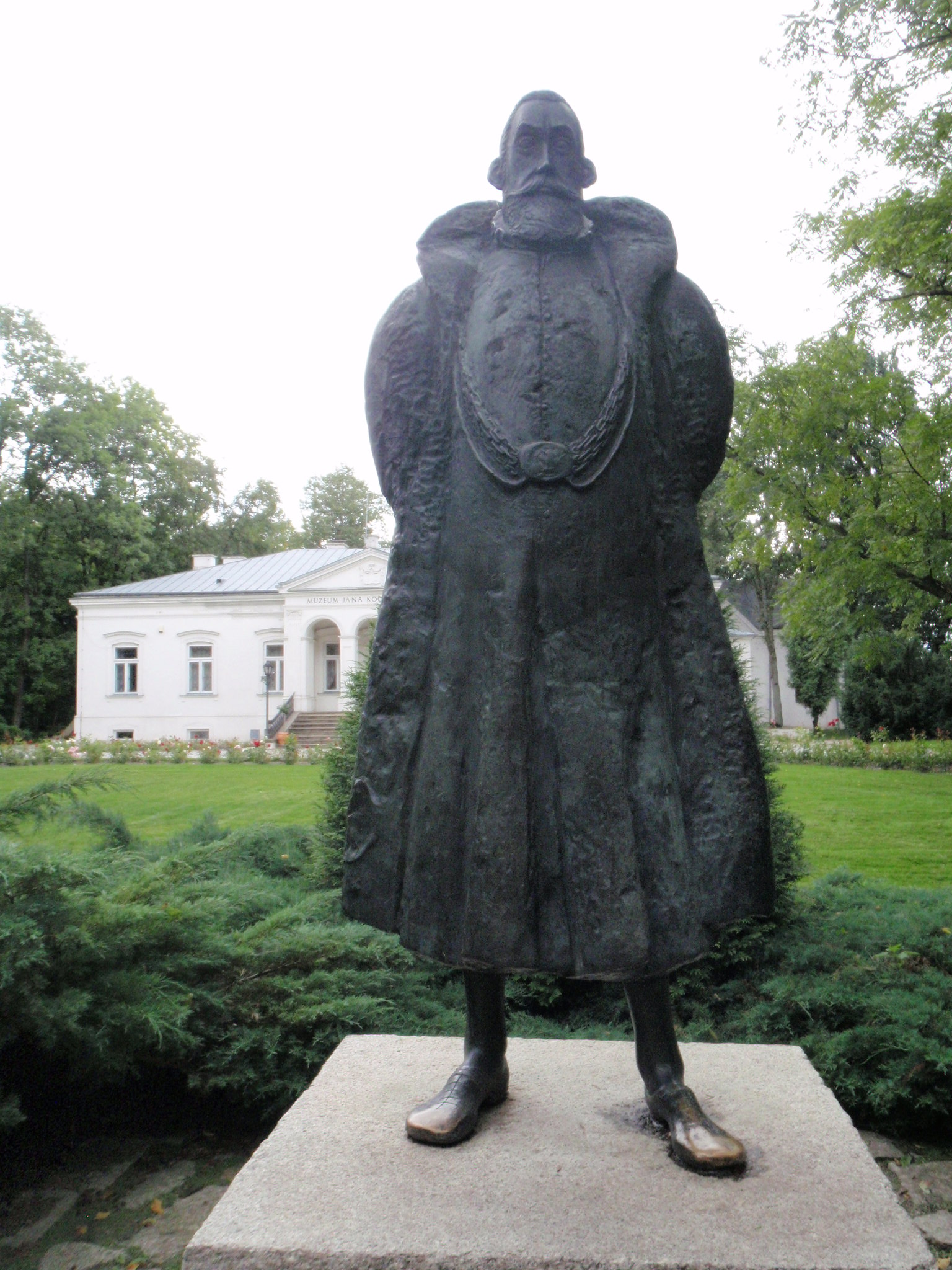
Pomnik Jana Kochanowskiego przy Muzeum Jana Kochanowskiego w Czarnolesie.

W 1519 roku miejscowość należała do rodu szlacheckiego Kochanowskich herbu Korwin. Połowa wsi była własnością sędziego Piotra Kochanowskiego, a druga połowa należała do jego brata Filipa. Synem tego pierwszego był poeta Jan Kochanowski, który wraz z braćmi odziedziczył posiadłość w 1559.
Oryginalny dworek Jana Kochanowskiego wzniesiony przez niego w 1560 roku spłonął w 1720. W drugiej połowie XVIII wieku Czarnolas został zakupiony za 90 tys. złotych polskich przez księcia Józefa Aleksandra Jabłonowskiego. Teresa Jabłonowska włączyła zachowane ruiny spalonego dworu Jana Kochanowskiego w mury wzniesionej przez nią w 1830 roku kaplicy. W 1789 roku posiadłość za 200 tys. złotych odkupił Kazimierz Raczyński, a po nim właścicielami był ród Lubomirskich oraz ponownie Jabłonowskich.
W 1827 roku w miejscowości znajdowało się 35 domów z 232 mieszkańcami. Według spisu powszechnego z 1867 roku wieku mieszkało w niej 666 mieszkańców w 50 domach. Wieś dzieliła się na dwie części; część dworską liczącą 5387 morg powierzchni oraz część włościańską o powierzchni 857 morg.
W 1880 roku pracę o wsiach Zwoleń, Sycyna i Czarnolas pt. Kolebka, dom i grób Jana Kochanowskiego napisał polski historyk Jan Rymarkiewicz.
Już z końcem XIX w. Czarnolas, związany z jednym z najwybitniejszych poetów polskich, uznawany był za miejsce istotne dla polskiej kultury i historii. W 1904 r. Aleksander Janowski, pionier polskiego krajoznawstwa w zaborze rosyjskim umieścił go na trasie jednej z „X ciekawszych wycieczek po kraju”, pisząc w skrócie, co należy tam zobaczyć: ...w Czarnolesie: kapliczka na miejscu domu Kochanowskiego, pamiątki po nim, obelisk na miejscu lipy (p. niżej).

## Muzeum Kochanowskiego
We wsi znajduje się Muzeum Jana Kochanowskiego w Czarnolesie, które mieści się w murowanym dworze Jabłonowskich, pochodzącym z XIX w. Tam gdzie rosła słynna lipa, wspomniana w utworach poety, stoi pamiątkowy obelisk. Pierwsza ekspozycja została otwarta w 1961 r. Obecna ukazuje życie i twórczość Jana Kochanowskiego na tle epoki. Przed dworkiem znajduje się pomnik poety wykonany w 1980 r. przez Mieczysława Weltera.
Dawna posiadłość poety to piękny park z neogotycką kaplicą wzniesioną w latach (1826-1846). Zbudowała ją Teresa Jabłonowska w miejscu dworku wybudowanego przez Jana Kochanowskiego w 1560, wykorzystując mury pozostałe po pożarze z 1720.